# Context Adaptive Variable Length Coding
Context Adaptive Variable Length Coding (CAVLC, deutsch: Kontextadaptiver Code variabler Länge) beschreibt eine kontextabhängige Lauflängenkodierung und ist eine Art der verlustfreien Entropiekodierung. Ein Einsatzgebiet von CAVLC ist bei der Videokomprimierung MPEG-4/Part 10 (H.264/AVC). Der Entwurf des CAVLC wurde so ausgelegt, dass es möglichst viele Eigenheiten der MPEG-Quantisierung nutzen kann. Eigenheiten der MPEG-Quantisierung sind unter anderem:
- Die Ausgangsmenge enthält hauptsächlich Nullen.
- Die höchsten Werte stehen zu Beginn der Ausgangsmenge und werden zum Ende niedriger.
- Die höchsten Werte in der Ausgangsmenge sind oft Sequenzen von 1 und −1.

Ein mit CAVLC komprimierter Datenstrom ist gegenüber einem mit dem rechenintensiveren Context-Adaptive Binary Arithmetic Coding (CABAC) komprimierten Datenstrom um etwa 10–20 % größer.